# Örup slot
Örup (før 1658 dansk: Ørupgård slot) er et slot i Ingelstad herred i Skåne.
Ørupgård slot nævnes i 1427 og kom da til slægten Quitzow. Det sidste medlem af denne slægt, Birgitte Pedersdatter, skænkede i 1493 gården til sin søstersøn, Oluf Holgersen Ulfstand. Den blev i Ulfstandslægten, indtil Børge Ulfstand døde i 1558, og det via datteren Margrete, der var gift med Erik Axelsen Rosenkrantz, overgik til denne slægt, i hvis eje det var indtil 1913.